# 石川総脩
石川 総脩（いしかわ ふさのぶ / ふさなが）は、伊勢亀山藩の第10代藩主。伊勢亀山藩石川家15代。
嘉永5年（1852年）、第8代藩主・石川総紀の四男として生まれる。文久2年（1862年）に第9代藩主の総禄が死去したため、その養子として家督を継ぐ。
隠居していた父・総紀と協力して藩政を行い、桑や蚕の栽培、農業政策に尽力した。著書に『勧農鎖言』がある。元治元年（1864年）の禁門の変では山城八幡の守備を務めた。慶応元年（1865年）閏5月6日に死去した。享年14。
跡を弟で養子の成之が継いだ。

## 系譜
父母
- 石川総紀（実父）
- 石川総禄（養父）

養子
- 石川成之 ー 実弟